# Померанский театр войны 1655—1660
Померанский театр войны 1655—1660 — боевые действия Северной войны 1655—1660 годов, затрагивавшие Шведскую Померанию.

## 1655 год
Шведская Померания послужила одним из двух плацдармов (наряду с Шведской Ливонией) для шведского вторжения в Речь Посполитую в 1655 году. 21 июля 1655 года из Померании в Польшу вторглись 13.650 человек под командованием Арвида Виттенберга, а в августе за ними последовали 12-15 тысяч человек под командованием короля Карла X. Помимо Варшавы и Кракова шведские войска взяли такие города в Королевской Пруссии, как Эльблонг и Торунь.

## 1656 год
В 1656 году бранденбургский курфюрст Фридрих Вильгельм I подписал ряд договоров с Карлом X и оказал ему военную помощь. Достигнув с шведской помощью своих целей в Пруссии, курфюрст решил сменить сторону и добиться подтверждения полученного от польского короля и императора Священной Римской империи, в связи с чем стал готовиться к переходу на другую сторону и атаке шведов.

## 1657 год
В 1657 году в войну вступила Дания, и Карл X отправился с войсками на запад. Воспользовавшись этим, польские войска под командованием Стефана Чарнецкого вторглись в южную часть Шведской Померании и разграбили города Пазевальк, Гарц и Пенкун. Осенью Бранденбург и Польша подписали между собой два договора, по которым в обмен на признание прав Бранденбурга в Пруссии курфюрст обязывался вступить в войну против Швеции на стороне Речи Посполитой.

## 1658 год
Шведские армии перешли к обороне, польско-литовские войска оказались отвлечены на борьбу с Россией, в результате основным полем боя стала Дания.

## 1659 год
В 1659 году в Шведскую Померанию вторглись войска Священной Римской Империи под командованием Жан-Луи Радуи де Суше, которые сожгли Графвенхаген, заняли остров Волин, осадили Штеттин и Грайфсвальд, и 9 ноября взяли Деммин. Контратака под руководством генерала Мюллера фон дер Люнена вынудила имперские войска снять осаду Грайфсвальда, а генерал-майор Пауль Вирц сумел ударом из осаждённого Штеттина захватить бранденбургский склад боеприпасов и доставить его содержимое в Штральзунд. Бранденбургские войска отступили, разоряя по пути местность.

## 1660 год
Подписанный 3 мая Оливский мир оставил Шведскую Померанию за Швецией.